# Болярська сільська рада
Болярська сільська рада (до 1926 року — Заровенська сільська рада) — колишня адміністративно-територіальна одиниця та орган місцевого самоврядування у Городницькому і Ємільчинському районах Волинської (Житомирської) й Коростенської округ, Київської та Житомирської областей УРСР з адміністративним центром у селі Болярка (до 1926 року — Заровня).

## Населені пункти
Сільській раді на момент ліквідації були підпорядковані населені пункти:
- с. Болярка
- с. Просіка
- с. Рогівка

## Історія та адміністративний устрій
Утворена 26 березня 1925 року, з назвою Заровенська сільська рада, з адміністративним центром у х. Заровня, в складі с. Просіцька Болярка та хуторів Заровня, Просіка Покощівської сільської ради Городницького району Коростенської округи. 20 березня 1926 року адміністративний центр було перенесено до с. Болярка з перейменуванням ради на Болярську. 22 лютого 1928 року сільську раду було передано до складу Ємільчинського району Коростенської округи.
Відповідно до інформації довідника «Українська РСР. Адміністративно-територіальний поділ», станом на 1 вересня 1946 року сільрада входила до складу Ємільчинського району, на обліку в раді перебували с. Болярка та хутори Заровенка й Просіка.
2 вересня 1954 року, відповідно до рішення Житомирського облвиконкому «Про перечислення населених пунктів в межах районів Житомирської області», в зв'язку з попереднім укрупненням сільських рад, с. Заровенка було передане до складу Медведівської сільської ради; до складу Болярської сільради підпорядковане с. Рогівка Сергіївської сільської ради Ємільчинського району.
Станом на 1 січня 1972 року сільрада входила до складу Ємільчинського району Житомирської області, на обліку в раді перебували села Болярка, Просіка та Рогівка.
Ліквідована 14 квітня 1986 року, відповідно до рішення виконавчого комітету Житомирської обласної ради; села Болярка та Рогівка включені до складу Великоцвілянської сільської ради, с. Просіка — Тайківської сільської ради Ємільчинського району Житомирської області.